# Gordeevka
Gordeevka (in russo Гордеевка?) è un villaggio della Russia europea occidentale, situato nella oblast' di Brjansk;  è il centro amministrativo del distretto Gordeevskij.
Si trova vicino al confine con la Bielorussia, nella parte occidentale della regione di Brjansk.